# Batalla de Digomi
La batalla de Digomi forma parte de una campaña lanzada en 1567 por el rey georgiano Simón I de Kartli, para la liberación de la capital, Tiflis, de manos Imperio safávida.
Las tropas del rey Simón I acamparon en el valle de Digomi, cerca de Tiflis, y comenzaron los preparativos del sitio. La ciudad fue defendida por Daut Kan, un jefe georgiano designado por el sah persa Tahmasp I. Daut Kan intentó hacer una salida con sus fuerzas persas, pero fue rechazado por la caballería de Simón y encontraron refugio entre los muros de la fortaleza de Tiflis. Las tropas del reino de Kartli asediaron la fortaleza, pero no pudieron tomarla y la campaña terminó sin éxito.